# Chinapotamon glabrum
Chinapotamon glabrum е вид десетоного от семейство Potamidae.

## Разпространение
Този вид е разпространен в Китай (Гуанси).